# Бутілін
Бутілін або Букелін чи Букілін (д/н — 554) — герцог Алеманії в 536—554 роках.

## Життєпис
Ймовірно був сином алеманського герцога Лантахара. У 536 році після смерті останнього разом з братами Леутарієм і Ґамінгом отримав батьківські володіння. У 548 році франкській король Теодебальд передав братам рештки Алеманії (на півночі і заході). Втім алемани й далі визнавали зверхність Франкської держави.
Бутілін насамперед відомий походом до Італії. У 553 році король остготів Тейя зазнав поразки від візантійців на чолі з Нарсесом. За різними версіями ще до того звернувся до короля Теодебальда по допомогу або останній вирішив скористатися боротьбою остготів і візантійців в Італії задля розширення власних володінь. Бутіліну та його брату Леутарію франкський король наказав вступити до Італії. Можливо, розраховував на підтримку остготів, зі знаттю яких герцоги мали дружні або родинні стосунки (деякий час південні алемани були під владою остготів).
Згідно з Агафієм Мірінейським 553 року Бутілін разом з братом привів до Італії 75-тисячне франко-алеманське військо, але це на тепер вважається перебільшенням. Спочатку вдалося зайняти більшу частину Північної Італії. Ставкою алеманських герцогів стало місто Парма, біля якої було завдано поразки візантійській армії на чолі з герулом Фулькаром. Звідси вони здійснювали рейди до Кампанії, де розділилися: Бутілін пішов до Мессінської протоки, а Леутарій — до Апулії. Бутілін відкинув пропозицію брата зосередитися на збереженні влади в північній Італії, прагнучи підкорити усю країну, де стати самостійним королем.
На зворотньому шляху Бутілін зустрівся з Нарсесом, який у битві біля Касіліну (березень або квітень 554 року) завдав нищівної поразки франко-алеманському війську. В битві загинув й Бутілін. Його спадкоємцем став Магнахар.